# Robert Anderson Van Wyck
Robert Anderson Van Wyck, född 20 juli 1849 i New York, död 14 november 1918 i Paris, var en amerikansk politiker (demokrat). Han var New Yorks borgmästare 1898–1901.